# Vrbice (kraj południowomorawski)
Vrbice – miejscowość i gmina (obec) w Czechach, w kraju południowomorawskim, w powiecie Brzecław. W 2022 roku liczyła 1050 mieszkańców.